# النبال العربي (دي سي كوميكس)
النبال العربي (بالإنجليزية: Archer of Arabia)‏ بطل خارق مسلم من السعودية العربية في دي سي كوميكس.
أول ظهور للشخصية كان في أدفنشر كومكس (مجلد.1) #250 (يوليو 1958): (سهام العالم الخضراء).
تم أنشاؤه من قبل كل من بيل فينغرز وجاك كيربي وروز كيربي.